# Sojuz MS-24
Sojuz MS-24 – rosyjski załogowy lot kosmiczny statku kosmicznego Sojuz wystrzelonego z kosmodromu Bajkonur w dniu 15 września 2023 roku, który przetransportował na pokład Międzynarodowej Stacji Kosmicznej trzyosobową załogę.

## Załoga
Pierwotnie załoga miała zostać przydzielona do misji Sojuz MS-23, ale zostali przeniesieni do MS-24 z powodu wycieku chłodziwa, który nastąpił w misji Sojuz MS-22. Wyciek ten wymagał awaryjnego wystrzelenia misji Sojuz MS-23. Kosmonauta Oleg Kononenko został przydzielony na roczną misję wraz z Mikołajem Chubem, która rozpoczęła się 15 września 2023 roku.
| Pozycja            | Członek załogi startowej                                               | Członek załogi lądowania                                         |
| ------------------ | ---------------------------------------------------------------------- | ---------------------------------------------------------------- |
| Dowódca            | Oleg Kononenko, Roskosmos - Ekspedycja 69 /70/71 - Piąty lot kosmiczny | Oleg Nowicki, Roskosmos - Odwiedzający - Czwarty lot kosmiczny   |
| Inżynier pokładowy | Mikołaj Chub, Roskosmos - Ekspedycja 69/70/71 - Pierwszy lot kosmiczny | Marina Wasilewskaja, BSA - Odwiedzająca - Pierwszy lot kosmiczny |
| Inżynier lotu      | Loral O'Hara, NASA - Ekspedycja 69/70 - Pierwszy lot kosmiczny         | Loral O'Hara, NASA - Ekspedycja 69/70 - Pierwszy lot kosmiczny   |

| Pozycja       | Astronauta                   |
| ------------- | ---------------------------- |
| Dowódca       | Aleksiej Owczinin, Roskosmos |
| Inżynier lotu | Tracy Caldwell Dyson, NASA   |

## Powrót
Po zakończeniu misji Loral O'Hara powróciła na Ziemię 6 kwietnia 2024 roku wraz z kosmonautą Roskosmosu Olegiem Nowickim i białoruską uczestniczką lotów kosmicznych Mariną Wasilewską. Oleg Kononenko i Mikołaj Chub pozostaną na pokładzie Międzynarodowej Stacji Kosmicznej przez około rok i powrócą wraz z astronautką NASA Tracy Caldwell-Dyson na statku kosmicznym Sojuz MS-25. Jeśli misja potrwa od 300 do 365 dni, Kononenko przekroczy dotychczasowy rekord Giennadija Padałki wynoszący 878 dni przebywania w przestrzeni kosmicznej. Kononenko stanie się tym samym pierwszą osobą, która spędziła w kosmosie 1000 dni.